# Самариймедь
Самариймедь — бинарное неорганическое соединение
меди и самария
с формулой CuSm,
кристаллы.

## Получение
- Сплавление стехиометрических количеств чистых веществ:

{\displaystyle {\mathsf {Cu+Sm\ {\xrightarrow {735^{o}C}}\ CuSm}}}

## Физические свойства
Самариймедь образует кристаллы
кубической сингонии, пространственная группа P m3m, параметры ячейки a = 0.3528 нм, Z = 1,
структура типа хлорида цезия CsCl
.
Соединение конгруэнтно плавится при температуре 735°С
.